# Madonna con il Bambino e i santi Girolamo e Maria Maddalena
La Madonna con il Bambino e i santi Girolamo e Maria Maddalena  (en français : Vierge à l'Enfant entre les saints Jérôme et Marie Madeleine) est une peinture a tempera sur panneau de bois de 71,5 × 52 cm, qui peut être datée vers 1496-1499, réalisée par Neroccio di Bartolomeo de' Landi, et conservée au Musée Horne (Florence).

## Sources
- (en) Gertrude Coor, Neroccio de' Landi 1447-1500, Princeton, New Jersey, Princeton University Press, 1961, 235 p., 30 x 23 cm Reproduction de la Madonna con il Bambino e i santi Girolamo e Maria Maddalena (figure no 91), décrite p. 166, (no 15) dans le catalogue.